# Stein (cràter venusià)
Stein és un cràter d'impacte en el planeta Venus de 13,3 km de diàmetre. Porta el nom de Gertrude Stein (1874-1946), escriptora estatunidenca, i el seu nom va ser aprovat per la Unió Astronòmica Internacional el 1991.